# Neutronensuperspiegel
Ein Neutronensuperspiegel ist ein Spiegel, der in der Neutronenleitung Anwendung findet und den maximalen Reflexionswinkel der Neutronen vergrößert. Dabei kommt die Reflexion bis zum Grenzwinkel des obersten Schichtmaterials durch die eigentliche Totalreflexion zustande, daran schließen sich die Maxima der Braggreflexion an, die mit zunehmendem Einfallswinkel abfallen. Der Spiegel ist aus mehreren Schichten unterschiedlicher Metalle (meist zwei), die auf ein Glas- oder Siliziumsubstrat aufgebracht werden, aufgebaut. Die Schichtdicke nimmt zum Substrat hin ab. Man verwendet z. B. Silizium, Nickel, Titan oder Legierungen daraus. Die Beschichtung des Substrats erfolgt meist durch Kathodenzerstäubung.
Neutronensuperspiegel können so beschaffen sein, dass man mit ihnen Spin-up- und Spin-down-Neutronen trennen, also einen polarisierten Neutronenstrahl erzeugen kann. Dafür muss eines der Schichtmaterialien ferromagnetisch sein und sich der Superspiegel in einem Magnetfeld befinden. Der dabei ausgenutzte Effekt ist die Aufspaltung der Streulängendichte des magnetischen Materials.